# Anglo American
Anglo-American PLC  — фінансова холдингова компанія ПАР, заснована як Anglo American Corporation of South Africa Ltd. 1917 року.
Anglo American контролює та має частку участі в компаніях, які здійснюють видобуток золота, міді, марганцю, алмазів, вугілля, урану, а також фінансові та інвестиційні операції в промислово розвинених країнах.
Станом на 1990-ті роки на видобуток золота припадало 33% інвестицій компанії, алмазів — 15%, нафти та газу — 2%, руд металів — 3%.
Компанія має значну частку участі в De Beers Consolidated Mines Ltd., Englehart Minerals and Chemical Co.